# Astragalus japonicus
Astragalus japonicus är en ärtväxtart som beskrevs av H.Boissieu. Astragalus japonicus ingår i släktet vedlar, och familjen ärtväxter. Inga underarter finns listade i Catalogue of Life.